# Grammitis melanosticha
Grammitis melanosticha là một loài dương xỉ trong họ Polypodiaceae. Loài này được F.Seym. mô tả khoa học đầu tiên năm 1975.
Danh pháp khoa học của loài này chưa được làm sáng tỏ. 